# Gil Cordovés
Cordovés  Pérez est un nom espagnol. Le premier nom de famille, en général paternel, est Cordovés ; le second, en général maternel, souvent omis, est Pérez.
Gil Cordovés Pérez (né le 14 mars 1965 à Santiago de Cuba) est un ancien coureur cycliste cubain, qui a acquis la nationalité vénézuélienne en décembre 2008. Il est aujourd'hui le directeur sportif de la formation Pegasus - Gobernación de la Guaira.

## Biographie
Gil Cordovés est un pistard, spécialiste du kilomètre et de la vitesse. Il représente la sélection cubaine à de nombreuses reprises. Il est, notamment, champion centro-américain à Mexico en 1990 et à Ponce en 1993. De plus, en 1991, il termine quatrième du kilomètre des Jeux panaméricains de La Havane. En 1995, il remporte la médaille d'or du kilomètre et le bronze en vitesse aux Jeux panaméricains de Mar del Plata. Sa victoire le qualifie directement pour les Jeux olympiques d'Atlanta. Mais il ne s'y rendra pas car les dirigeants cubains n'ont pas suffisamment confiance en lui pour l'envoyer disputer les Jeux aux États-Unis, persuadés qu'il déserterait.
Connaissant le Venezuela comme touriste, il demande à quitter la sélection cubaine et part pour sa nouvelle patrie légalement. Il débute sur la route en novembre 1998 en participant à la Vuelta al Zulia. Depuis 13 ans, il vit au Venezuela, se rendant une fois tous les deux ans sur son île natale. Il a élu résidence dans l'état de La Guaira, au bord de la plage. À l'exception d'un intermède de six mois où il courut pour l'équipe cycliste Tecos Trek UAG, il est fidèle, depuis 2001, à l'équipe Gobernación del Zulia.
En septembre 2008, il est contrôlé positif à la testostérone au Tour du Venezuela et est suspendu pour un an. Il revient cependant à la compétition en 2010, à 45 ans, et remporte une étape au Tour du Táchira et trois au Tour du Venezuela. 
Il se présente au Tour du Venezuela 2011 avec la ferme intention d'obtenir les trois victoires qui lui permettrait d'arriver au chiffre record de 60 étapes gagnées dans cette épreuve. Il n'en obtiendra qu'une seule, malgré tous ses efforts. En effet, il gagne la seconde étape mais il est déclassé pour comportement incorrect lors du sprint final. Et il termine trois fois deuxième et deux fois troisième d'étapes. Notamment, lors des deux dernières étapes (des circuits urbains), où il termine deuxième à chaque fois derrière Marvin Angarita,.
À 46 ans, il n'envisage pas d'interrompre sa carrière (qui est aussi son moyen de subsistance). Naturalisé, il espère pouvoir participer aux Jeux olympiques de Londres pour sa seconde patrie. Selon lui, le parcours de la course olympique est relativement plat et il pourrait bénéficier d'un des trois billets que la fédération vénézuélienne de cyclisme a obtenu. Ce qui lui permettrait de remercier le Venezuela pour son accueil et la nouvelle vie qu'il a pu lui procurer. Espoir déçu car il ne sera pas sélectionné.
En juillet, il remporte au sprint la troisième étape du Tour du Venezuela 2012 et se console en y devançant des sélectionnés olympiques. En novembre 2012, quatorze ans après sa première participation, il s'adjuge la Vuelta al Zulia. Il y ajoute deux victoires d'étapes et le classement de la régularité, savourant le fait de vaincre devant des adversaires de plus de vingt ans ses cadets.
En 2013, l'équipe Gobernación del Zulia cesse son activité. Il reçoit quelques propositions et décide de se lier avec la formation Gobernación de Carabobo, pour sa quinzième saison au Venezuela. il remporte la première course qu'il dispute avec son nouveau maillot, en gagnant la première étape de la Vuelta a Barinas.
Sprinter de petit gabarit (1,67 m pour 66 kg), il détient deux records, qui seront difficile à battre : huit victoires au classement général de la Vuelta al Zulia et soixante victoires d'étapes au Tour du Venezuela. Cependant, le nombre exact des bouquets lors des arrivées de la Vuelta a Venezuela est sujet à caution.

## Palmarès sur piste
- 1990
  -  Médaillé d'or du kilomètre aux Jeux d'Amérique centrale et des Caraïbes[11]
  -  Médaillé d'argent de la vitesse aux Jeux d'Amérique centrale et des Caraïbes[12]
- 1993
  -  Médaillé d'or de la vitesse aux Jeux d'Amérique centrale et des Caraïbes[12]
  -  Médaillé d'or du tandem aux Jeux d'Amérique centrale et des Caraïbes[13]
  -  Médaillé d'argent du kilomètre aux Jeux d'Amérique centrale et des Caraïbes[14]
- 1995
  -  Médaillé d'or du kilomètre aux Jeux panaméricains
  -  Médaillé de bronze de la vitesse aux Jeux panaméricains
- 1996
  -  Médaillé de bronze de la vitesse aux championnats panaméricains

## Palmarès sur route

### Par années
- 1986
  - Prologue du Tour de Cuba
- 1999
  - 7e étape du Tour du Venezuela
- 2001
  - Prologue du Tour du Costa Rica
  - 2e, 3e, 8e, 10eb et 13e étapes du Tour du Venezuela
- 2002
  - 1re, 4e, 9eb et 10e étapes du Tour du Venezuela
  - Tour du Zulia :
    - Classement général
    - 2e, 4e, 5e et 6e étapes

  - Prologue du Tour du Costa Rica
- 2003
  - 3e étape du Tour de Colombie
  - 1re, 3e, 5eb, 6e, 8e, 12e et 14e étapes du Tour du Venezuela
- 2004
  - 5e étape du Tour de Rio de Janeiro
  - 1re, 2e, 5e, 7e, 9eb, 13e et 14e étapes du Tour du Venezuela
  - Classique de l'anniversaire de la fédération vénézuélienne de cyclisme
  - Tour du Zulia
- 2005
  - 2e étape du Tour du Táchira
  - Prologue, 5ea et 9e étapes de la Vuelta a la Independencia Nacional
  - 5e, 12e et 14e étapes du Tour du Venezuela
  - Tour du Zulia :
    - Classement général
    - 1re, 4e, 5e et 6e étapes
- 2006
  - Classique de l'anniversaire de la fédération vénézuélienne de cyclisme
  - 1re, 2e et 3e étapes du Tour du Trujillo
  - 1re, 3e, 6e, 7e, 9e, 11e et 14e étapes du Tour du Venezuela
  - 3e étape du Clásico Ciclístico Banfoandes
  - Tour du Zulia :
    - Classement général
    - 2ea, 2eb, 4e, 6e, 7ea et 7eb étapes
- 2007
  - 3e, 7e, 13e et 14e étapes du Tour du Venezuela
  - 1re étape du Clásico Ciclístico Banfoandes
  - Tour du Zulia :
    - Classement général
    - 1re, 2e et 4eb étapes
- 2008
  - Prologue, 2e, 5eb, 6e et 9e étapes de la Vuelta a la Independencia Nacional
  - 6e, 8e et 13e étapes du Tour du Venezuela
  - Clasico Ciudad de Caracas
  - 2e et 4e étapes du Clásico Ciclístico Banfoandes
  - 1re étape du Tour du Zulia
- 2010
  - 3e étape du Tour du Táchira
  - 3e, 5e et 11e étapes du Tour du Venezuela
  - Tour du Zulia :
    - Classement général
    - 4e étape
- 2011
  - 7e étape du Tour du Venezuela
  - Tour du Zulia :
    - Classement général
    - 1rea, 1reb, 4e et 5e étapes
- 2012
  - 3e étape du Tour du Venezuela
  - Tour du Zulia :
    - Classement général
    - 1re et 4e étapes
- 2014
  - 2e du championnat du Venezuela sur route
  - 2e du Tour du Zulia

### Classements mondiaux
| Année            | 2005 | 2006 | 2007 | 2008 | 2009 | 2010 | 2011 | 2012 | 2013 | 2014 |
| ---------------- | ---- | ---- | ---- | ---- | ---- | ---- | ---- | ---- | ---- | ---- |
| UCI America Tour | 77e  | 34e  | 39e  | 7e   | 117e | 59e  | 41e  | 134e |      | 85e  |